# Althaeastruik
Althaeastruik of tuinhibiscus (Hibiscus syriacus) is een plantensoort uit de kaasjeskruidfamilie (Malvaceae). De soort komt van nature voor in een groot gedeelte van Azië. Het is de nationale bloem van Zuid-Korea. 

## Naam
De triviale naam 'althaeastruik' verwijst naar het verwante geslacht Althaea (heemst), dat echter wordt vertegenwoordigd door kruidachtige planten. Vroeger werd althaeastruik ook bij dit geslacht ingedeeld, onder de naam Althaea frutex. In Engeland wordt de plant 'Syrian Kermie' genoemd. Naar aanleiding van deze naam heeft Carl Linnaeus in 1753 de plant haar botanische naam gegeven in Species plantarum.

## Kenmerken
Althaeastruik is een bladverliezende struik die in het westen van Europa 2–3 m hoog kan worden. De appelgroene, 4–8 cm grote, ovale bladeren zijn drielobbig. De plant krijgt vrij laat bladeren, gewoonlijk pas in mei, in sommige jaren zelfs pas in juni.
In zonnige zomers kan de struik van augustus tot oktober bloeien, maar in regenachtige zomers kunnen de ongeopende bloemknoppen afvallen. De 5–10 cm brede bloemen verschijnen solitair in de bladoksels van de bovenste bladeren aan de jonge scheuten. Er bestaan vele cultivars met enkele, halfgevulde en gevulde bloemen. De bloemkleuren kunnen wit, blauw, roze, rood en paars zijn.

## Cultivatie
Althaeastruik is in Europa al lang in cultuur. Ze is een van de weinige Hibiscus-soorten, die in België en Nederland in de tuin kan worden geplant, omdat ze winterhard is. De plant doet het goed in wat lossere grond, op een zonnige plek.

## Fotogalerij

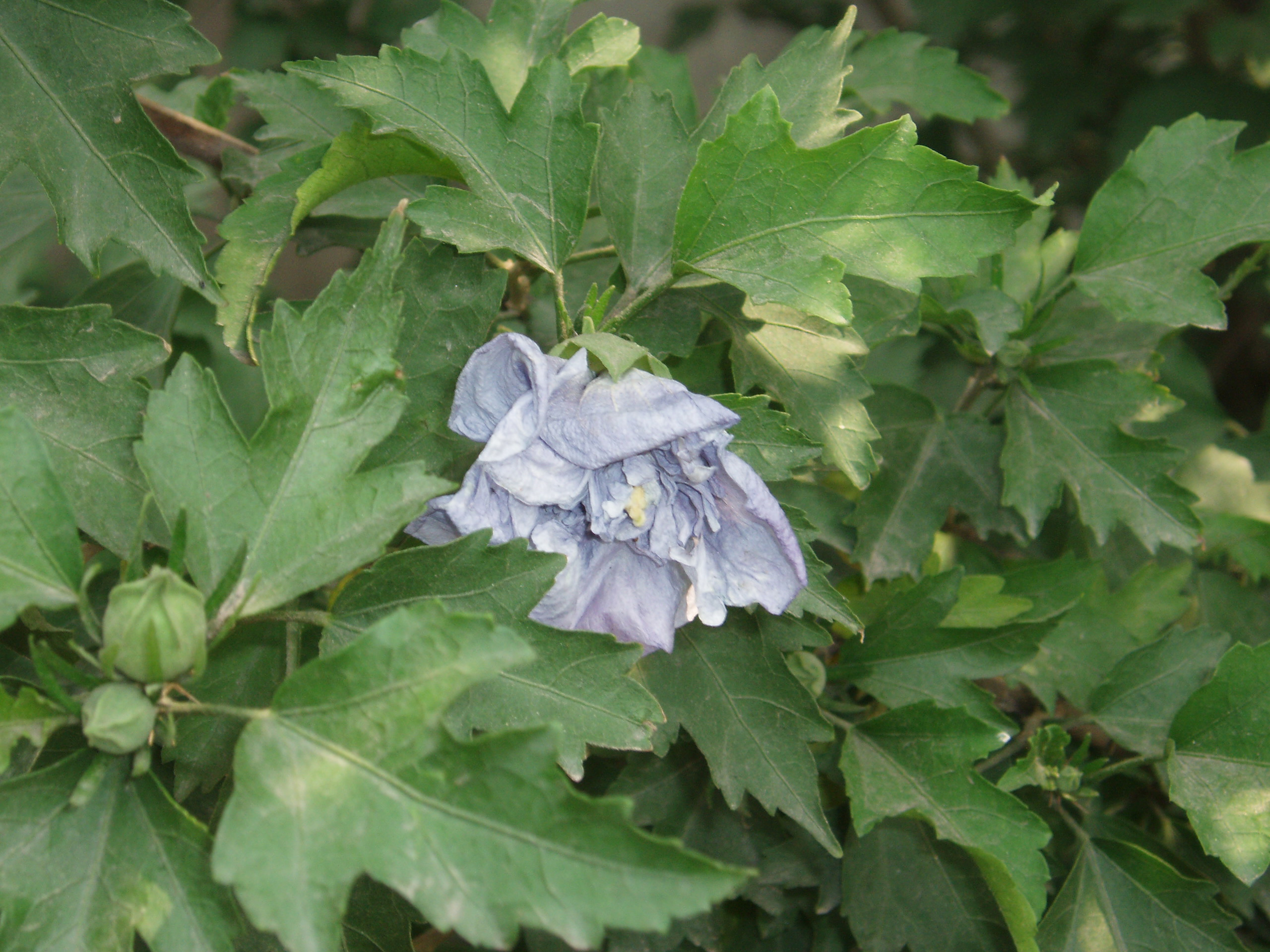
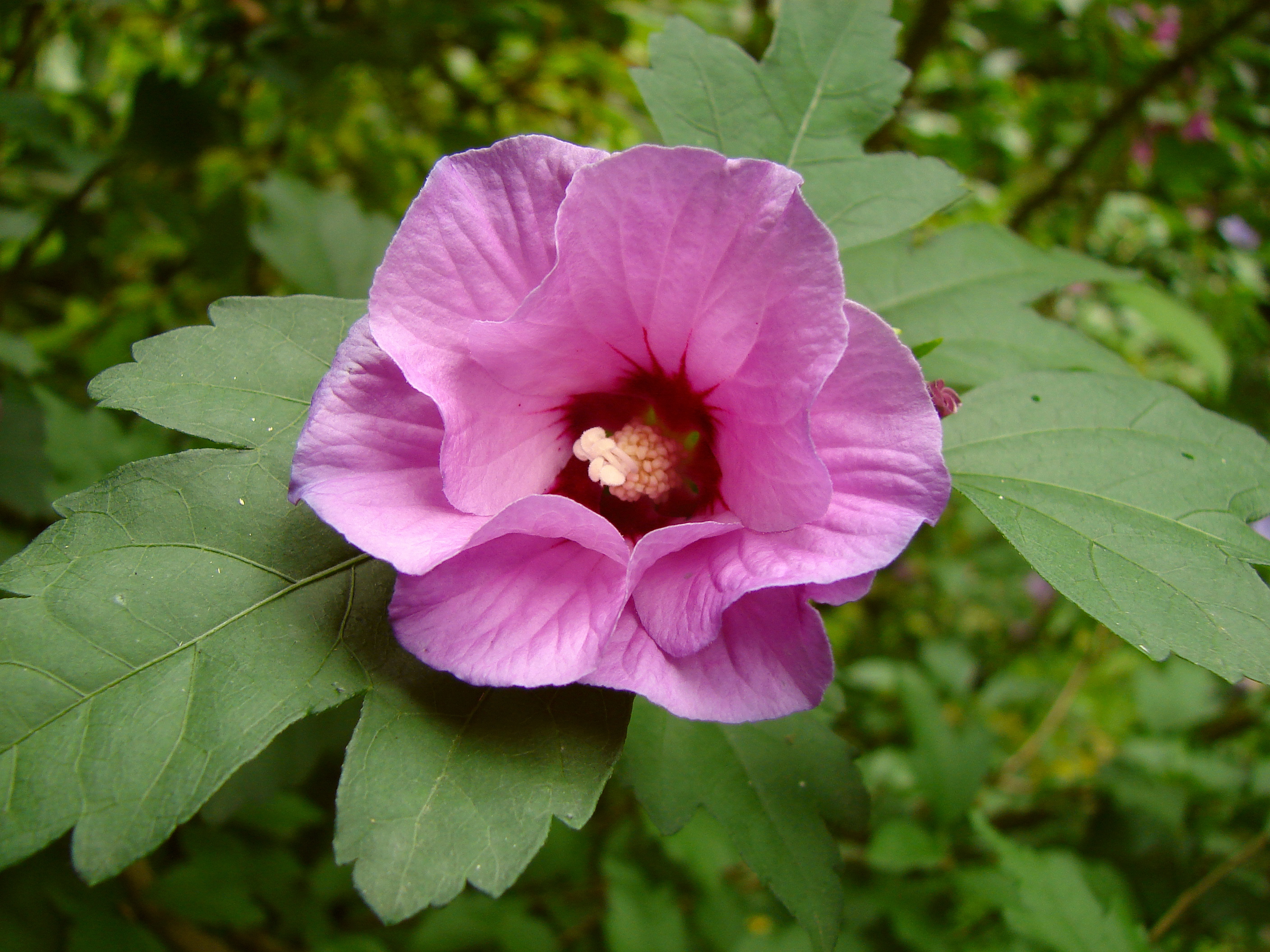